# Gitte Ørskou
Gitte Ørskou, född 18 oktober 1971, är en dansk museichef och kurator.

## Biografi
Gitte Ørskou studerade konsthistoria vid Århus universitet där hon tog magisterexamen 2001. 1993–2000 var hon redaktör för Passepartout, Journal of Art Theory and History och 1997–2000 konstkritiker på den danska dagstidningen Information.
2000–2001 var Gitte Ørskou curator på Esbjerg Kunstmuseum. 2001–2008 var hon intendent och 2008–2009 överintendent på ARoS Aarhus Kunstmuseum. 2009–2019 var hon chef för Kunsten, Museum of Modern Art Aalborg i Ålborg.
Hon var ordförande för Statens Kunstfond 2014–2017 och åren 2001–2019 var hon biträdande professor vid Århus universitet och Köpenhamns universitet.
Gitte Ørskou tillträdde i september 2019 som överintendent och chef för Moderna Museet i Stockholm.
Gitte Ørskou är dotter till driftsledaren vid Vejdirektoratet Carl-Otto Madsen och läraren Annie Madsen, född Örskou. Hon växte upp i Frejlev i Ålborgs kommun.
2014 tog hon en Master i Management Development vid Copenhagen Business School.
Hon är gift med gymnasieläraren Dan Bøndergaard. Paret har tre gemensamma barn.

## Förtroendeuppdrag
Gitte Ørskou har haft och innehar en rad förtroendeuppdrag som jurymedlem såväl som i styrelser. Hon är bland annat vice ordförande för Den Kongelige Akademi och Det Kongelige Teater samt Århus festival. Under åren 2010–2018 var hon ledamot i Århus universitets styrelse och har även varit ledamot i styrelsen för Overgaden, Köpenhamn, och viceordförande i Organisationen Danske Museer.

## Media
Gitte Ørskou har bland annat deltagit i DR K:s Konstquiz, och gjort tv-serien Konsten flyttar in för DR samt regelbundet medverkat som skribent i Berlingske och Politiken. Hon har även medverkat i programmet NEWS & Co på DR TV2.

## Utställningar
Gitte Ørskou har kuraterat flera utställningar med internationella konstnärer, däribland Jeppe Hein – Who Are You Really?, Moderna Museet 2022; Nordic Modernism, Kunsten 2019; Ernesto Neto – Voices of the Forest (Kunsten 2016); Olafur Eliasson (Kunsten 2013, ARoS 2004, Venedigbiennalen 2003); Marc Quinn, Kunsten 2012; Tomas Saraceno, Kunsten 2010; Mariko Mori, ARoS 2007.
2003 var hon kommissionär för den danska paviljongen på Venedigbiennalen som ställde ut Olafur Eliasson.

## Priser och utmärkelser
2017 mottog Gitte Ørskou Carl Jacobsen Museumsmandslegat av Ny Carlsbergfondet och 2018 tilldelades hon N.L. Høyen-medaljen från Det Kongelige Akademi, Danmark.
2022 utnämndes hon till riddare av 1. graden av Dannebrogorden av H.M. Margrethe II av Danmark.